# Winter-Universiade 1960/Ski Alpin
Bei der Winter-Universiade 1960 wurden 7 Wettbewerbe im Ski Alpin ausgetragen.

## Bilanz

### Medaillenspiegel
| Platz  | Land             | Gold | Silber | Bronze | Gesamt |
| ------ | ---------------- | ---- | ------ | ------ | ------ |
| 1      | Frankreich       | 3    | 2      | 1      | 6      |
| 2      | Österreich       | 2    | 2      | 3      | 7      |
| 3      | Schweiz          | 2    | 1      | 1      | 4      |
| 4      | Italien          | –    | 1      | 1      | 2      |
| 5      | Tschechoslowakei | –    | 1      | –      | 2      |
| 6      | Jugoslawien      | –    | –      | 1      | 1      |
| Gesamt | Gesamt           | 7    | 7      | 7      | 21     |

### Medaillengewinner
Männer
| Disziplin    | Gold              | Silber                | Bronze         |
| ------------ | ----------------- | --------------------- | -------------- |
| Slalom       | Walther Herwig    | Sbynek Mohr           | Bernard Cottet |
| Riesenslalom | Philippe Stern    | Walther Herwig        | Klaus Herwig   |
| Abfahrt      | Manfred Köstinger | Walter Kutschera      | Heinz Gallob   |
| Kombination  | Heinz Gallob      | Pier Giorgio Vigliani | Peter Lakota   |

Frauen
| Disziplin   | Gold                 | Silber               | Bronze         |
| ----------- | -------------------- | -------------------- | -------------- |
| Slalom      | Cécile Prince        | Marie-José Dusonchet | Trandl Legat   |
| Abfahrt     | Marie-José Dusonchet | Gertraud Gaber       | Franca Quaglia |
| Kombination | Marie-José Dusonchet | Cécile Prince        | Gertraud Gaber |